# Chillin’ It
«Chillin' It» — песня американского кантри-певца Коула Суинделла, вышедшая 19 августа 2013 года в качестве 1-го сингла с первого студийного альбома Cole Swindell (2014).
Сингл достиг первого места в кантри-чарте Hot Country Songs, став для Суинделла его 1-м чарттоппером.

## История
Песня получила положительные отзывы музыкальной критики и интернет-изданий: Taste of Country.
«Chillin' It» дебютировал на позиции № 42 в американском кантри-чарте Billboard Hot Country Songs в неделю с 15 июня 2013 года. Он также дебютировал на № 52 в хит-параде Billboard Country Airplay в неделю с 10 августа 2013 года и на № 98 в основном мультижанровом Billboard Hot 100 в неделю с 2 ноября 2013. Тираж сингла превысил 1 млн копий к марту 2014 года в США. К апрелю 2014 тираж был 1,075,000 копий в США.

## Видео
Музыкальное видео поставили режиссёры Michael Monaco и Shaun Silva, премьера прошла в ноябре 2013 года.

## Чарты и сертификации
| Чарт (2013-14)                      | Высшая позиция |
| ----------------------------------- | -------------- |
| Канада (Billboard Canadian Hot 100) | 38             |
| Канада (Billboard Country)          | 5              |
| США (Billboard Hot 100)             | 28             |
| США (Billboard Country Airplay)     | 2              |
| США (Billboard Hot Country Songs)   | 1              |

| Чарт (2013)                      | Позиция |
| -------------------------------- | ------- |
| US Country Airplay (Billboard)   | 83      |
| US Hot Country Songs (Billboard) | 70      |

| Чарт (2014)                      | Позиция |
| -------------------------------- | ------- |
| US Country Airplay (Billboard)   | 30      |
| US Hot Country Songs (Billboard) | 35      |

| Регион | Сертификация | Продажи   |
| --- | ------------ | --------- |
| Канада (Music Canada) | Платиновый   | 80,000^   |
| США (RIAA) | Платиновый   | 1,075,000 |
| * Данные о продажах приведены только на основе сертификации. ^ Данные о тиражах приведены только на основе сертификации. |              |           |